# Lebbeke
Lebbeke är en kommun i Belgien.   Den ligger i provinsen Östflandern och regionen Flandern, i den centrala delen av landet, 22 km nordväst om huvudstaden Bryssel. Antalet invånare är 18 125. Arean är 26,9 kvadratkilometer.
Terrängen i Lebbeke är platt.
Omgivningarna runt Lebbeke är en mosaik av jordbruksmark och naturlig växtlighet. Runt Lebbeke är det tätbefolkat, med 819 invånare per kvadratkilometer.